# Jochen Bepler
Jochen Bepler (* 13. Juni 1951 in Frankfurt am Main; † 9. Juni 2015 in Braunschweig) war ein deutscher Bibliothekar.

## Leben
Jochen Bepler wurde 1951 in Frankfurt am Main geboren, sein Bruder ist der Jurist Klaus Bepler. 
Von 1970 bis 1979 studierte er Deutsch und Geschichte in Marburg und Freiburg im Breisgau mit dem Ziel der Promotion. Anschließend war er als wissenschaftliche Hilfskraft mit Forschungsstipendium an der Herzog August Bibliothek in Wolfenbüttel beschäftigt. Die Ausbildung im Bibliothekswesen erhielt er ab 1986 ebenfalls an der Herzog August Bibliothek in Wolfenbüttel und an der Fachhochschule für Bibliotheks- und Dokumentationswesen in Köln. Die 1987 angekündigte Dissertation gelangte nicht zum Abschluss Anschließend leitete er die Stadtbücherei in Wolfenbüttel.
Ab 1989 war er wissenschaftlicher Bibliothekar in der Dombibliothek Hildesheim, einer Bibliothek mit bedeutendem historischen Buchbestand, die 1993 zu einer eigenständigen Einrichtung wurde. Jochen Bepler wurde 1993 zu ihrem Direktor berufen und war dies bis zu seinem Tod im Jahr 2015. In seiner Amtszeit betreute er unter anderem die Herausgabe der Faksimile-Ausgabe des Albani-Psalters.
Von 1997 bis 2011 war Bepler Vorsitzender der Arbeitsgemeinschaft Katholisch-Theologischer Bibliotheken.  Er war weiterhin im Bereich der Buchrestaurierung und Einbandforschung aktiv.

## Veröffentlichungen (Auswahl)
- Liturgische Pracht und private Frömmigkeit. Bucheinbände an der Wende zum 20. Jahrhundert. Im Auftrag der Gemeinsamen Altbestandskommission Kirchlicher Bibliotheken herausgegeben von Jochen Bepler und Alessandra Sorbello Staub. Aschendorff, Münster 2017, ISBN 978-3-402-13098-8.
- Kirche und Comics. Eine Annäherung. In: Jahrbuch kirchliches Buch- und Bibliothekswesen NF 2, 2014, S. 117–126.
- Der Albani-Psalter.  Stand und Perspektiven der Forschung, Olms, Hildesheim 2013 (Hildesheimer Forschungen ; 4), hg. von Jochen Bepler, ISBN 978-3-487-14835-9.
- Kleine Wolfenbütteler Stadtgeschichte, Pustet, Regensburg 2011, ISBN 978-3-7917-2328-0.
- Claustrum sine amario. Über den Umgang mit Klosterbibliotheken. In: das münster. Sonderheft 2011: Bücher und Bibliotheken. Verlag Schnell und Steiner, Regensburg 2011, S. 324–329.
- Geddes, Jane: Der Albani-Psalter : eine englische Prachthandschrift des 12. Jahrhunderts für Christina von Markyate (The St. Albans psalter). Im Auftrag der Dombibliothek Hildesheim übers. und hrsg. von Jochen Bepler. - 2. Aufl. - Regensburg : Schnell & Steiner, 2010, ISBN 978-3-7954-1751-2.
- Die Psalmen : Einheitsübersetzung mit Bildern aus dem Albani-Psalter, Dombibliothek Hildesheim, Psalmi <dt.>, Red.: Jochen Bepler. - Stuttgart : Verl. Kath. Bibelwerk, 2010, ISBN 978-3-460-32070-3.
- Der Albani-Psalter : Kommentarband, von Jochen Bepler; Peter Kidd; Jane Geddes. - Simbach am Inn : Müller & Schindler, 2008. ([Der Albani-Psalter : originalgetreue Faksimile-Edition der Bilderhandschrift HS St. God. 1 der Dombibliothek Hildesheim ..., sowie des Fragments Inv. Nr. M694 Schnütgen-Museum, Köln = The St. Alban's Psalter = El Salterio San Albans] ; [Komm.]), ISBN 978-84-96254-28-2.
- Erhalt historischer Buchbestände. In: Jahrbuch Kirchliches Buch- und Bibliothekswesen 4 (2004), 2004, S. 165–175.
- Merkurs eigener Text. Axel Maliks Installationen im Kontext. In: Heinecke/Scherer [Hrsg.]: Axel Malik. Die skripturale Methode. Reute 2005, S. 38–45.
- Beitrag und Eigenart wissenschaftlicher Bibliotheken in kirchlicher Trägerschaft mit Blick auf Bayern. In: Bibliotheksforum Bayern 31 (2003), S. 162–170.
- Die kirchliche Bibliothek als Alternative. In: Kirchliche Bibliotheken in der Sendung der Kirche. Hrsg. vom Sekretariat der Deutschen Bischofskonferenz. Bonn, 2003, S. 73–84.
- Wissenschaftliche Bibliothek im kirchlichen Kontext. In: Helmut Baier, Helmut (Hrsg.): Kultur gestalten in einer "schlanken" Kirche. Neustadt a.d. Aisch, 2002, S. 49–59.
- Der Einband eines Objektes und sein intrinsischer Wert. In: Wolfenbütteler Notizen zur Buchgeschichte 26, 2001, S. 51–64.
- Bücher. In: Restauratio Ecclesiae. Das Bistum Hildesheim im 19. Jahrhundert [Ausstellungskatalog]. Hildesheim, 2000, S. 241–266.
- Restaurierung: Nutzen und Risiko für die Auftraggeber. In: Wolfenbütteler Notizen zur Buchgeschichte 25 (2000), S. 15–23.
- Bibliotheksbau für Altbestände. Erfahrungen mit der Dombibliothek Hildesheim. In: Konservierung und Restaurierung von Handschriften und Alten Drucken. Erfurt, 1998, S. 72–85.
- Die Bibliothek als Gesamtkunstwerk: der Ort. In: buch ¦ bild. Eine Glasinstallation von Walter Maaß für die Dombibliothek Hildesheim. Hildesheim 1998, S. 7–13.
- Die tausendjährige Dombibliothek Hildesheim im neuen Gebäude. Geschichte und Konzeption. In: Mitteilungsblatt der Arbeitsgemeinschaft Katholisch-Theologischer Bibliotheken 44 (1997), S. 168–183.
- Ein neues Haus für die älteste Bibliothek in Norddeutschland. In: Bibliothek. Forschung und Praxis 21 (1997) S. 77–84; und in: Peterburgskaja bibliotecnaja sckola 3/4 (1998), S. 45–51.
- Die Hildesheimer Fraterherren. In: Die Dombibliothek Hildesheim: Bücherschicksale. Hildesheim 1996, S. 107–125. ISBN 3-7698-0882-7.
- Der Neubau der Dombibliothek Hildesheim. In: Die Diözese Hildesheim 62 (1994), S. 293–299.
- Buchhändler, Kaufmann und Bürger. Die Anfänge des Gerstenberg Verlages im Spiegel seiner Zeit. In: Paul Raabe (Hrsg.): Von St. Petersburg nach Hildesheim. Festschrift zum 200jährigen Bestehen des Hauses Gerstenberg. Hildesheim 1992, S. 55–83.
- Die Dombibliothek Hildesheim. In: Mittelalterliche Handschriften der Dombibliothek Hildesheim [Ausstellungskatalog]. Wolfenbüttel 1991, S. 11–26.
- Buch und Buchbesitz in Hildesheim zwischen 1600 und 1650. In: Küche, Keller, Kemenate. Alltagsleben auf dem Domhof um 1600. [Ausstellungskatalog] Hildesheim 1990, S. 56–69.
- Zur Erinnerung unserer Hinfälligkeit. Zur Typologie des Sammlers Ferdinand Albrecht von Braunschweig-Lüneburg. In: Barocke Sammellust. Die Bibliothek und Kunstkammer des Herzogs Ferdinand Albrecht zu Braunschweig-Lüneburg (= Ausstellungskataloge der Herzog August Bibliothek Wolfenbüttel 57). Weinheim 1988, S. 13–23.